# Castell de Beynac
El castell de Beynac està situat a la comuna de Beynac-et-Cazenac, al departament de la Dordonya i més concretament dins del Perigord negre, a França. Està ancorat sobre un alt penya-segat calcàri, dominant el poble allargat sobre la riba dreta del riu Dordonya.

## Els orígens

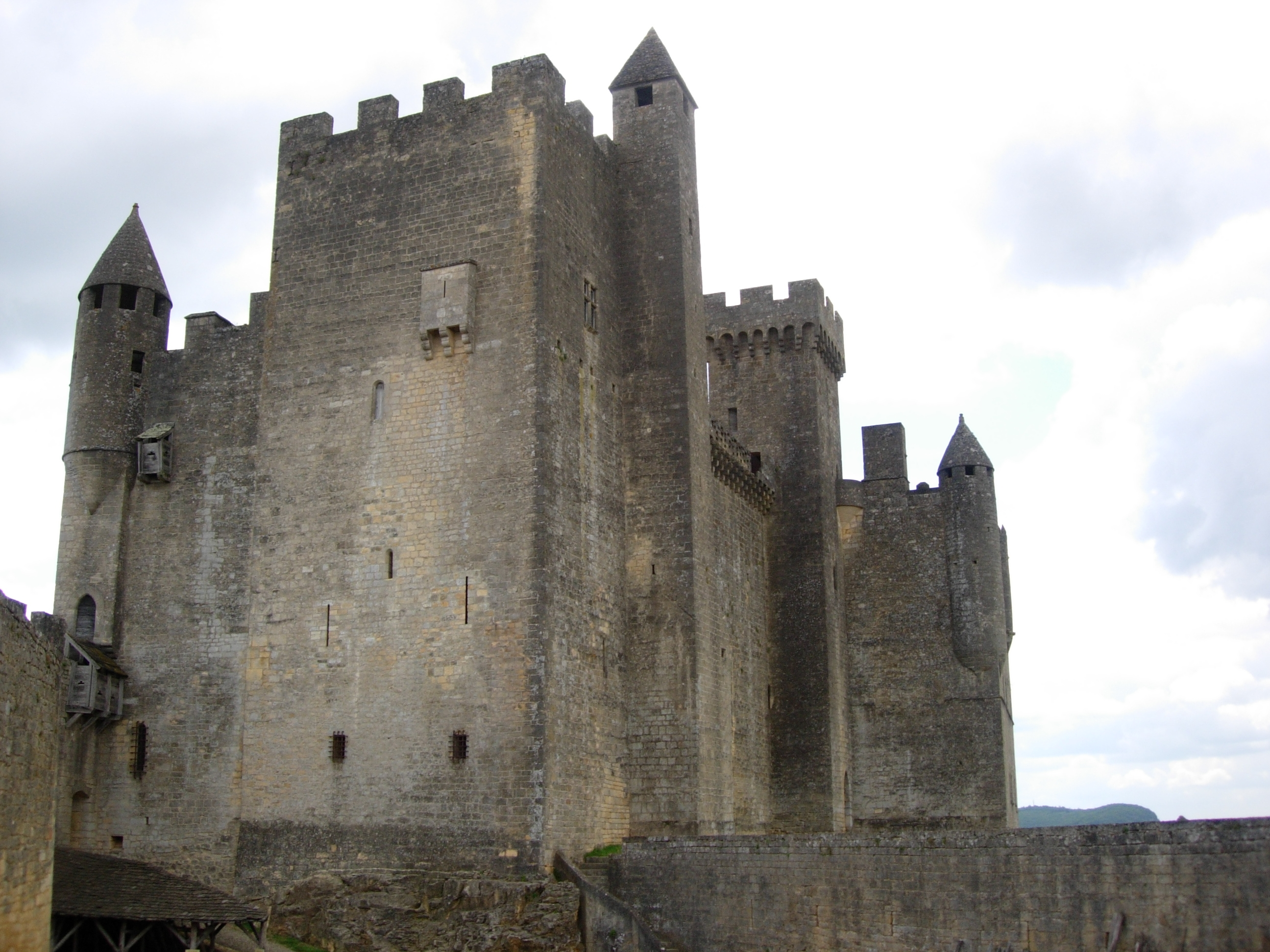
Vista de les torres

Si el passat més llunyà es perd en les llegendes, el seu nom és testificat per primera vegada el 1115, quan diversos senyors del Perigord, entre els quals Mainard de Beynac, ofereixen terres a Robert d'Arbrissel, fundador de l'abadia de Fontevrault. És sobre aquestes terres, en ple bosc, que és fundada el mateix any l'abadia de Cadouin. Nombroses donacions mencionades durant el segle xii pel cartulari d'aquesta abadia, indiquen que les possessions de la família de Beynac cobreixen ja un important territori. El fill de Mainard de Beynac, Adémar, que participa entre 1146 i 1148 en la segona croada, morí el 1194 sense hereu directe, l'any mateix en què Ricard Cor de Lleó torna de la captivitat. En aquesta època, el castrum de Beynac, dominat per una torrassa de pedra i envoltat d'un recinte, vigila ja des de fa molt de temps, millor que tota altra fortalesa, el curs de la Dordonya. Ricard Cor de Lleó ofereix llavors el castell de Beynac a Mercadier, un dels seus més fidels companys, a qui havia confiat la guarda dels seus castells d'Aquitània durant la seva absència. El 1200, Mercadier és assassinat a Bordeus i el castell torna llavors a la família dels Beynac, sens dubte a nebots d'Adémar.

## La gran frontera

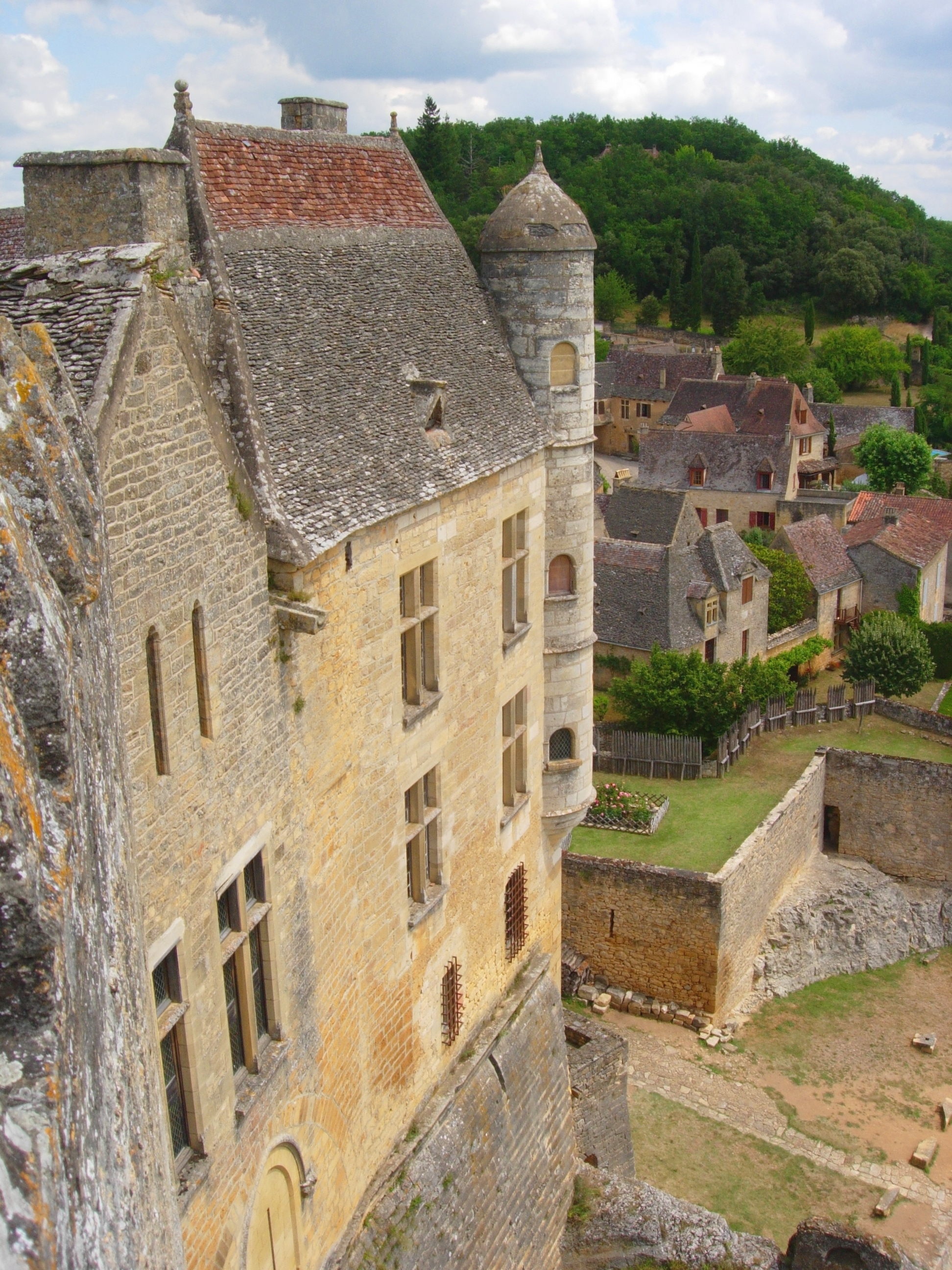
Vista des de les torres

El setembre de 1214, menys de dos mesos després de la victòria de Pelip August, a Bouvines, sobre una coalició en part finançada pel rei d'Anglaterra, Simó de Montfort, que condueix la croada albigesa, es dirigeix cap al Perigord meridional. La regió és llavors situada als límits entre el comtat de Tolosa, que ha conquerit el 1213, i el ducat d'Aquitania, possessió dels Plantagenet. Simó de Montfort s'apodera de manera successiva dels propers castells de Montfort, Domme i Castelnaud i arriba finalment davant de Beynac, governat, segons Pierre dels Valls de Cernay, per un senyor "molt dolent, molt cruel, i molt violent opressor de l'església". Sobre aquesta gran Frontera que representa la Dordogne, titllar els senyors locals d'heretgia és una excusa fàcil per tal de sotmetre la Regió. Encara que el senyor de Beynac no ofereixi cap resistència i proclama que és "l'únic sobre aquesta terra a servir el rei de França i no el rei d'Angleterra", Simó de Montfort decideix atacar, o més aviat, segons el terme de Pierre dels Valls de Cernay, d'humiliar els cims de la torrassa i de les muralles.
Amb la intervenció probable del rei de França, el castell es queda tanmateix en mans dels Beynac. Lluny de ser aniquilats per la croada, aquests últims coneixen aviat un període de gran prosperitat, que testimonien les nombroses ampliacions de la casa senyorial.

## La guerra de Cent Anys

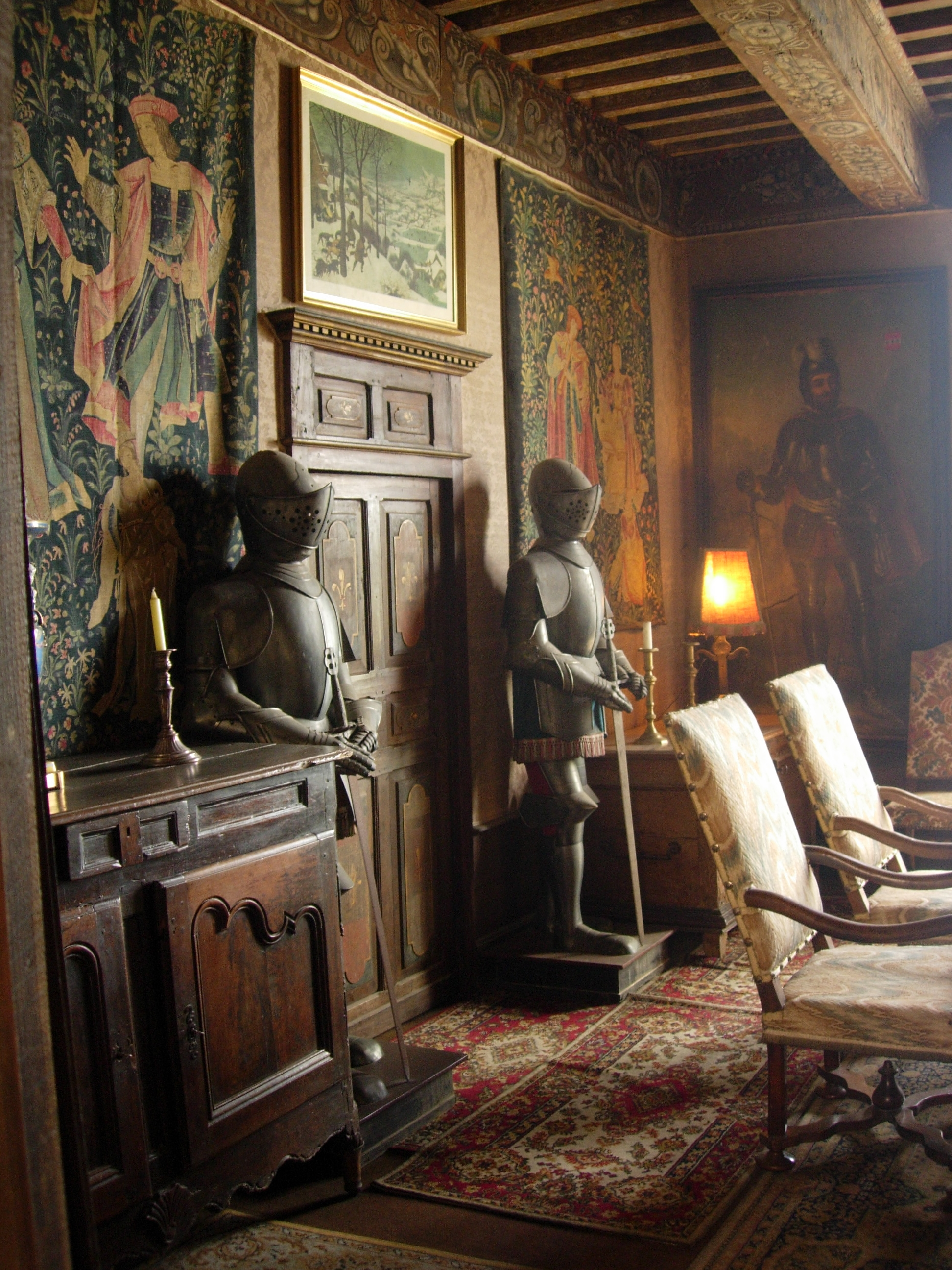
Interior del castell

Vassalls del bisbe de Sarlat, els Beynac continuen sent al llarg del conflicte fidels al rei de França. Els seus principals enemics són els senyors del massa proper castell de Castelnaud, passat per matrimoni a la família dels Caumont i defensant així de fet el partit del rei d'Anglaterra. Espiant-se de cada costat de la Dordogne, els dos castells federen al voltant d'ells els nobles del Perigord, en una lluita on és difícil distringir entre els odis locals i el conflicte entre els reis de França i d'Anglaterra. El castell de Beynac mai no és atacat, mentre que el de Castelnaud canvia moltes vegades de mans, de francesos i d'anglesos, fins al 1442, data en la qual Pons de Beynac i cinc altres barons, sota les ordres de Carles VII, fan fora definitivament els anglesos del castell de Castelnaud. La família dels comtes de Perigord havent estat eliminada durant la guerra, els quatre més importants barons, els de Biron, Bourdeille, Mareuil i Beynac, constitueixen una entitat fluixa al capdavant de la regió. La fi del segle xv i la primera meitat del segle xvi estan marcades per les seves baralles per al títol de primer baró del Perigord.

## De les guerres de religió als nostres dies

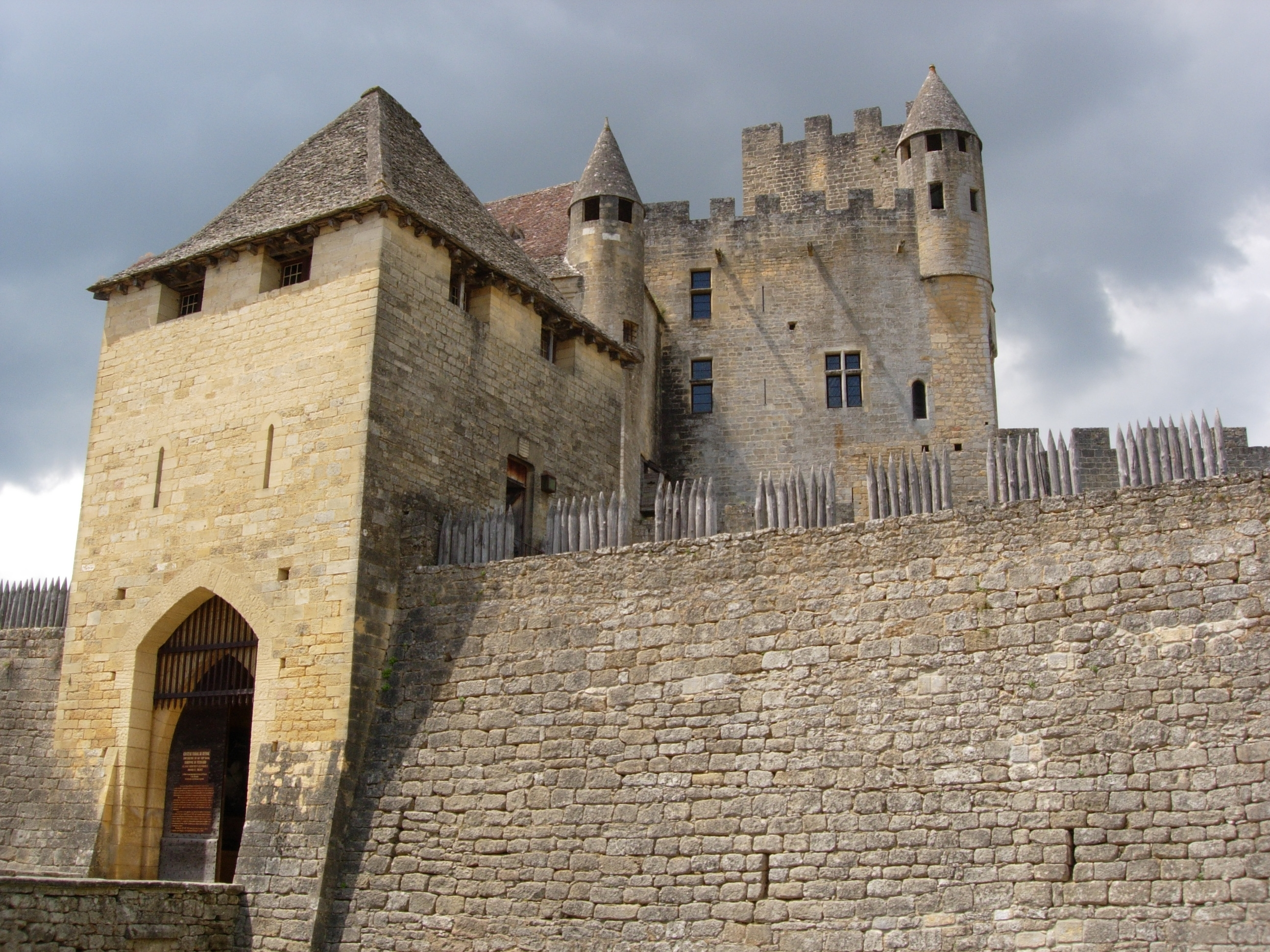
Muralla i portal

Convertits al protestantisme, els senyors del castell de Beynac participen en els nombrosos conflictes del regne a finals del segle xvi. El 1585, sota les ordres del rei de Navarra, defensen el castell, que serveix moltes vegades de refugi o de presó, i experimenten grans transformacions. El paper dels Beynac, això no obstant, és poc important, en l'ombra de les gestes fetes per capitans com Blaise de Monluc per als catòlics o Geoffroy de Vivans per als Hugonots.
Però la història s'allunya de Beynac. Després de la mort el 1753 de l'últim hereu viril, les seves possessions passen, pel matrimoni de la seva filla, a la família dels Beaumont. En vuit segles, els Beynac no hauran deixat finalment més que el seu castell com a testimoni de la seva història. Els Beaumont abandonen la fortalesa fins al final del segle xix. Un marquès de Beaumont resideix llavors de nou al castell de Beynac i hi comença un important campanya de restauració... que el condueix a la fallida. Els seus descendents no poden mantenir el castell que, classificat monument històric el 1944, és recomprat per un particular el 1961.
Darrerament el castell ha fet d'escenari pel film Joana d'Arc de Luc Besson.